# Nyikolaj Petrovics Rumjancev

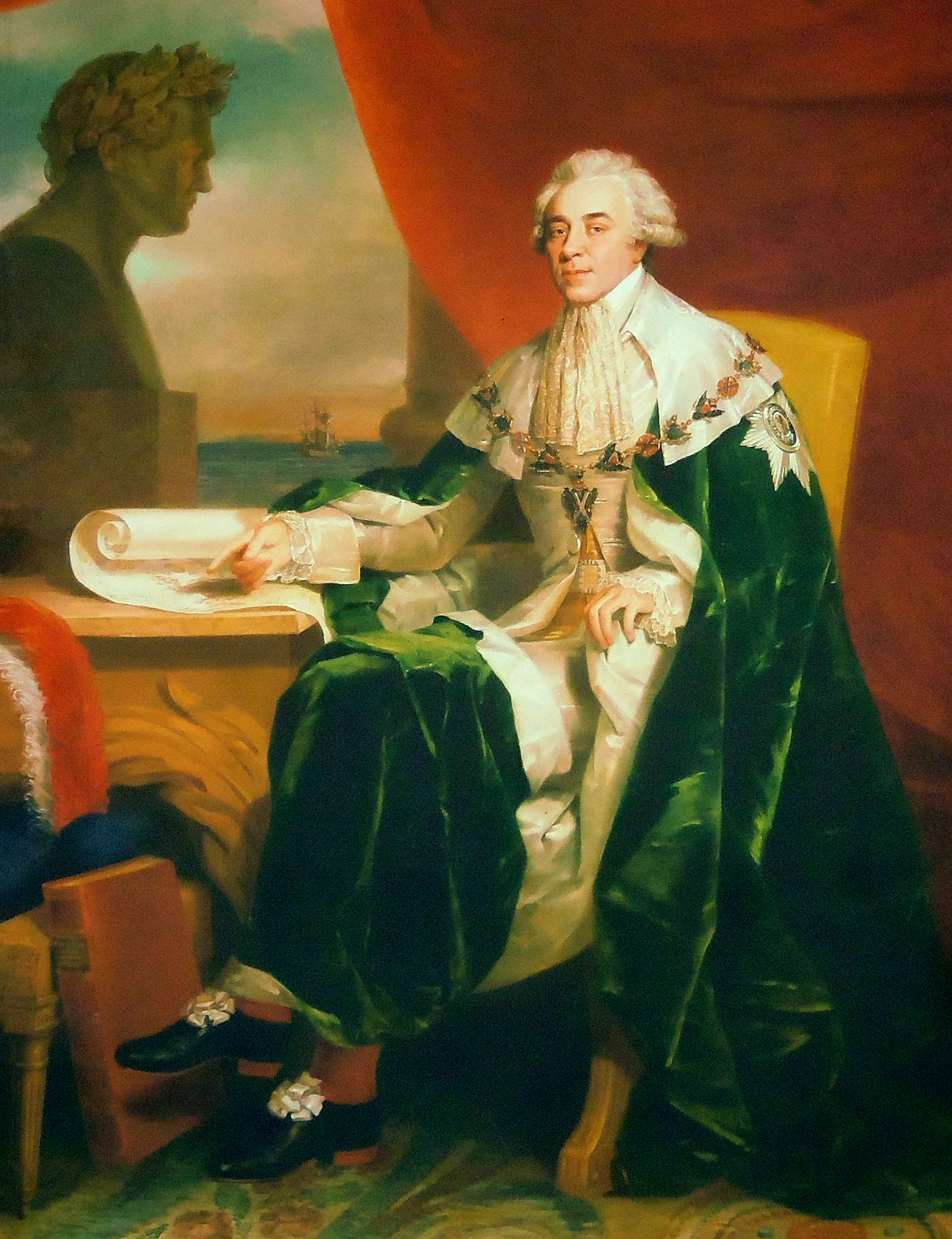
George Dawe festménye

Nyikolaj Petrovics Rumjancev (orosz betűkkel: Николай Петрович Румянцев; Szentpétervár, 1754. április 3. – Szentpétervár, 1826. január 3.) orosz államférfi, gróf, diplomata, régiség- és könyvgyűjtő, mecénás; az orosz művelődéstörténet jelentős alakja. Az első Rumjancev-gróf unokája, Pjotr Alekszandrovics Rumjancev-Zadunajszkij legidősebb fia.

## Pályája
Kezdetben katonáskodott, majd hosszú ideig diplomáciai szolgálatban állt, Frankfurt-am-Mainban volt orosz követ. Közben a nyugati irodalmakkal ismerkedett, könyvtár-, politika- és történettudománnyal foglalkozott. 1801-től, I. Sándor cár idején magas állami hivatalokat töltött be: volt a víziutak igazgatóságának vezetője, kereskedelemügyi miniszter, 1807–1814 között külügyminiszter, 1809-től kancellár, 1810–1812 között az Államtanács elnöke.
1812-ig a Franciaországhoz való közeledés híve volt. Napóleon császár oroszországi támadása után meghasonlott, szélütés érte, elvesztette hallását. 1814-ben nyugalomba vonult, hátralévő éveit történelmi kutatásoknak, régi írások felkutatásának és tanulmányozásának (paleográfia), gyűjtő tevékenységének szentelte. Egyházi könyvek, régi kéziratok, térképek gyűjtése mellett numizmatikai- és ásványgyűjteményt, néprajzi gyűjteményt hozott létre, és kisebb képtára is volt. 1802-ben vásárolt Néva-parti palotája a tudományok művelőinek egyik központja lett.
Anyagi támogatást nyújtott földrajzi expedíciók, köztük az első orosz világkörüli utazás (Adam Johann Ritter von Krusenstern vagy orosz nevén Ivan Fjodorovics Krusenstern vezetésével, 1803–1806) és az északkeleti átjáró felkutatására indult Kotzebue-expedíció (1815–1818) megszervezéséhez.
Rendkívül értékes gyűjteményeit és könyvtárát a nyilvánosság számára is elérhetővé kívánta tenni. Utóda nem lévén, fivérének meghagyta, hogy az épületben a benne elhelyezett gyűjteményekből nyíljon múzeum. A Rumjancev Múzeumot halála után öt évvel, 1831-ben nyitották meg Szentpéterváron. Harminc évvel később a múzeumot Moszkvába helyezték át. Rumjancev 28 000 kötetes könyvtára lett az alapja az ország legnagyobb, évtizedeken át Lenin nevét viselő állami könyvtárának, mai neve Oroszország Állami Könyvtára. Rumjancev egykori palotája ma Szentpétervár történeti múzeumának része.